# سيزار ألفاريز
سيزار رودريغيز الفاريز، ولد بتاريخ 29 يونيو 1920 بمدينة ليون الإسبانية، وتوفي في 1 مارس 1995 بمدينة برشلونة، لاعب كرة قدم لعب مع نادي برشلونة ما بين عامي 1939 حتى 1955 لعب خلال الفترة 351 مباراة وسجل 232 هدف، وهو ثاني هداف تاريخي لنادي برشلونة ساعد برشلونة من الفوز بخمسة القاب دوري وثلاث القاب كأس إسبانيا ولقبي الكأس اللاتيني / كأس لاتينا واربعة القاب كأس السوبر الإسباني بمسماها القديم كأس إيفا دوارتي وتوج بلقب البيتشيسي بيتشيشي (جائزة) تلك الجائزة التي تمنح لهداف الدوري الإسباني مرة واحدة عام 1949 وهو لاعب إسباني دولي مثل المنتخب الإسباني في عدد من المباريات، اتجة بعد اعتزالة الكرة إلى التدريب ودرب عدد من الفرق من بينها نادي برشلونة بين عامي 63 - 64 ودرب كذلك اندية ريال سرقسطة وريال بيتس وسيلتا فيغو ومايوركا الإسبانية، سيزار الفاريز ثاني لاعب من نادي برشلونةبعد ميسي احراز للاهداف في مباريات الكلاسيكو التي تجمع النادي الكاتلوني مع نادي ريال مدريد، بواقع 14 هدف ,, ويعتبر الفاريز من أفضل اللاعبين الذين مروا على نادي برشلونة على مدى تاريخ النادي.

## روابط خارجية
- سيزار ألفاريز على موقع قاعدة بيانات كرة القدم.إي يو (الإنجليزية)
- سيزار ألفاريز على موقع ناشيونال فوتبول تيمز (الإنجليزية)
- سيزار ألفاريز على موقع عالم كرة القدم.نت (الإنجليزية)